# سلعة معمرة

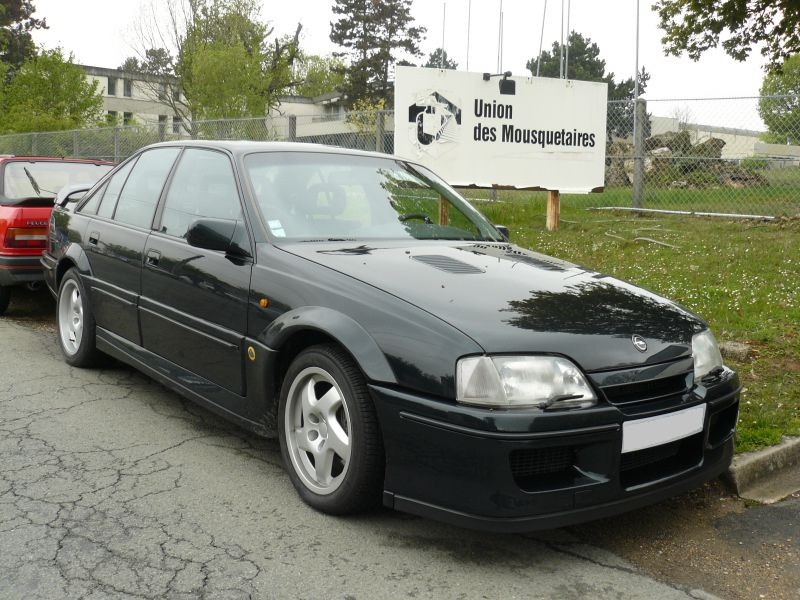
تُعتبر السيارة أحد أمثلة السِلَع المُعمرة.

في علم الاقتصاد، السلعة المعمرة أو السلعة الدائمة (بالإنجليزية: Durable good)‏، هي السلعة التي لا تُبلى بسرعة، أو تنتهي فائدتها بوقتٍ قصير، وبتعريفٍ دقيق هي السِلع التي يُمكن الاستفادة منها على مدى السنوات (ثلاث سنوات فأكثر) بدلاً من استهلاكها بالكامل في وقتٍ واحد أو في وقتٍ قصير.
وعلى عكس السلع المعمرة، فإن السلع غير المستهلكة أو السلع الخفيفة (المواد الاستهلاكية) تُعرّف إما كسلع تستهلك على الفور في استخدام واحد أو تلك التي لها عمر أقل من ثلاث سنوات.
وتشمل أمثلة السلع غير المستهلكة السلع سريعة الحركة مثل مستحضرات التجميل ومنتجات التنظيف، والأغذية، والتوابل، والوقود، والسجائر والتبغ، والأدوية، واللوازم المكتبية، والمنتجات الورقية، والمنتجات الشخصية، والمطاط، واللدائن، والملابس والأحذية والمنسوجات.
وتشمل أمثلة السلع المعمرة السيارات، والكتب، والأجهزة المنزلية، والالكترونيات الاستهلاكية، والأثاث، والأدوات، والمعدات الرياضية، والمجوهرات، والمعدات الطبية، والأسلحة النارية، ولعب الأطفال.